# Constantin Merejkovski
Pour son frère, l'écrivain russe, voir Dimitri Merejkovski.
 (novembre 2019).
Si vous disposez d'ouvrages ou d'articles de référence ou si vous connaissez des sites web de qualité traitant du thème abordé ici, merci de compléter l'article en donnant les références utiles à sa vérifiabilité et en les liant à la section « Notes et références ».
Constantin Sergueïevitch Merejkovski (en russe : Константин Сергеевич Мережковский) est un biologiste russe, né en 1855 à Saint-Pétersbourg et mort en 1921 à Genève.

## Biographie
Il étudie à l’université de Saint-Pétersbourg et obtient en 1880 un titre de docteur. De 1902 à 1914, il est privatdozent et professeur de microbiologie à l’université de Kazan avant d’émigrer à Genève en 1917.
Merejkovski est le premier à émettre l’hypothèse que les chloroplastes ont pour origine des cyanobactéries autonomes qui ont été intégrées tardivement dans la cellule végétale. Si son hypothèse reçoit, en 1905 au moment de sa publication, un accueil favorable, elle tombe néanmoins dans l’oubli. Sa théorie est ressuscitée par la biologiste Lynn Margulis (1938-2011) qui émet l’hypothèse de l'endosymbiose, aujourd’hui largement acceptée par la communauté scientifique. Merejkovski fait ainsi figure de pionnier.